# 세계 식량 이사회
세계 식량 이사회(World Food Council, WFC)는 1974년 11월 세계식량회의에서 세계식량이사회 설립을 결의하고 동년 12월 제29차 UN총회 결의로 정식 발족된 UN산하기관이다. 세계 식량 이사회는 식량원조, 식량교역, 식량안보 및 생산정책 등을 조정하는 목적으로 설립되었으며, WFC에서의 논의사항은 UN 경제사회이사회를 통해 총회에 보고된다. WFC는 UN경제사회이사회에서 선출하는 36개국 정부대표(임기 3년)로 구성되며, 매년 6월 연례회의를 개최하고 있다.